# Colobaspis dollmani
Colobaspis dollmani es una especie de coleóptero de la familia Megalopodidae.

## Distribución geográfica
Habita en los territorios que antes se llamaban Rodesia y se le ha visto en Botsuana.